# Я вбив дружину-лесбійку, повісив її на м'ясний гак, і тепер у мене контракт з Діснеєм на три фільми
Я вбив дружину-лесбійку, повісив її на м'ясний гак, і тепер у мене контракт з Діснеєм на три фільми — короткометражний сатиричний фільм режисера Бена Аффлека за сценарієм Камали Лопез (англ. Kamala Lopez) та Джея Локопо (англ. Jay Lacopo), що вийшов у 1993 році. Фільм є режисерським дебютом Аффлека.